# Teenage queenie
Teenage queenie is een lied van Pussycat. Het verscheen in 1981 op een single en hun elpee Blue lights. Op de B-kant staat het nummer Who's gonna love you. Beide nummers werden geschreven door Werner Theunissen.
De single werd opgenomen in het Dutch Music Centre van Chiel Montagne in Baarn en werd geproduceerd en gearrangeerd door Pim Koopman. De mastering gebeurde in de EMI-studio in Heemstede.
De zangeres is een moeder met een opgroeiende tiener. De puber denkt anders over allerlei dingen dan zij. Ze maakt zich elke nacht bezorgd over haar en weet niet of ze haar nog voor het ochtendgloren zal zien. In de videoclip danst ook bandlid Lou Willé mee, de echtgenoot van Toni.

## Hitnoteringen
De single was een bescheiden succes in Nederland en kende geen notering in België. In Duitsland daarentegen, waar Pussycat al sinds My broken souvenirs (1976) geen notering meer had gehad, stond het nummer 11 weken in de hitlijst.
| Teenage queenie in de Nederlandse Top 40 van 21-11-1981 t/m 5-12-1981 | Teenage queenie in de Nederlandse Top 40 van 21-11-1981 t/m 5-12-1981 | Teenage queenie in de Nederlandse Top 40 van 21-11-1981 t/m 5-12-1981 | Teenage queenie in de Nederlandse Top 40 van 21-11-1981 t/m 5-12-1981 | Teenage queenie in de Nederlandse Top 40 van 21-11-1981 t/m 5-12-1981 |
| Week                                                                  | 1                                                                     | 2                                                                     | 3                                                                     |                                                                       |
| --------------------------------------------------------------------- | --------------------------------------------------------------------- | --------------------------------------------------------------------- | --------------------------------------------------------------------- | --------------------------------------------------------------------- |
| Positie                                                               | 36                                                                    | 38                                                                    | 37                                                                    | uit                                                                   |

| Teenage queenie in de Nationale Hitparade van 14-11-1981 t/m 19-12-1981 | Teenage queenie in de Nationale Hitparade van 14-11-1981 t/m 19-12-1981 | Teenage queenie in de Nationale Hitparade van 14-11-1981 t/m 19-12-1981 | Teenage queenie in de Nationale Hitparade van 14-11-1981 t/m 19-12-1981 | Teenage queenie in de Nationale Hitparade van 14-11-1981 t/m 19-12-1981 | Teenage queenie in de Nationale Hitparade van 14-11-1981 t/m 19-12-1981 | Teenage queenie in de Nationale Hitparade van 14-11-1981 t/m 19-12-1981 |
| Week                                                                    | 1                                                                       | 2                                                                       | 3                                                                       | 4                                                                       | 5                                                                       |                                                                         |
| ----------------------------------------------------------------------- | ----------------------------------------------------------------------- | ----------------------------------------------------------------------- | ----------------------------------------------------------------------- | ----------------------------------------------------------------------- | ----------------------------------------------------------------------- | ----------------------------------------------------------------------- |
| Positie                                                                 | 33                                                                      | 43                                                                      | 43                                                                      | 40                                                                      | 47                                                                      | uit                                                                     |

### Buiten Nederland
| Hitlijst  | Piekpositie | Aantal weken |
| --------- | ----------- | ------------ |
| Duitsland | 47          | 11           |